# یه‌روزی (ترانه ماریا کری)
«یه روزی» (انگلیسی: Someday) تک‌آهنگی از ماریا کری، خواننده و ترانه‌سرای آمریکایی از اولین آلبوم استودیویی خود با عنوان ماریا کری (۱۹۹۰) است. این یک ترانه در سبک دنس پاپ، نو جک سوینگ و ریتم اند بلوز است. قبل از امضای قرارداد ضبط توسط کری، وی و تهیه‌کننده بن مارگولیس یک نسخهٔ نمایشی چهار قطعه را تهیه کرده‌بودند که شامل «یه روزی» نیز بود. پس از امضای قرارداد با کلمبیا رکوردز، کری کار بر روی اولین آلبوم خود را آغاز کرد و با ریک ویک تماس گرفت تا از او بخواهد که آیا این آهنگ را تولید می کند یا خیر و وی موافقت کرد. موسیقی نسخهٔ نمایشی در طی فرایند ضبط تغییر کرد.
«یه روزی» به عنوان سومین تک آهنگ آلبوم در ۱۵ نوامبر ۱۹۹۰، در انگلستان منتشر شد و با ریمیکس های متعدد ماه بعد در ایالات متحده منتشر شد. این ترانه با موفقیت تجاری روبرو شد و نظرات مثبت از منتقدان دریافت کرد، منتقدان آن را به عنوان آهنگ برجسته آلبوم توصیف کردند و تبدیل به سومین آهنگ پیاپی شماره یک کری در بیلبورد ۱۰۰ آمریکا شد. «یه روزی» در بسیاری از آلبوم های تلفیقی کری و بزرگترین نسخه های منتشر شده از جمله «نامبروان‌ها» (۱۹۹۸)، «بزرگترین هیت ها» (۲۰۰۱)، «ماریا کری خاص» (۲۰۱۱) و «نامبروان تا بی‌نهایت» (۲۰۱۵) قرار گرفته است.

## زمینه
در سال ۱۹۸۸، ماریا کری ۱۸ ساله از خانه مادرش در لانگ آیلند خارج شد و به آپارتمانی در منهتن رفت. او زمانی که در دبیرستان درس می خواند، یک نوار دموی چهار آهنگی با شریک نویسندگی اش بن مارگولیس ساخته بود. با پیشرفت ۱۹۸۸، کری تلاش کرد تا مدیران ضبط را با نوار تحت تأثیر قرار دهد ولی در دستیابی به یک قرارداد ضبط شکست خورده بود. او چندین شغل از جمله پیشخدمت و چک کننده کت را کار کرد تا هزینه جلسات استودیویی با مارگولیس را برای ایجاد تغییرات در دموی خود پرداخت کند. پس از چندین ماه، کری با خواننده، برندا کی. استار دوست شد و به زودی به یکی از خوانندگان بک‌ آپ وی تبدیل شد. در طول جلسات ضبط و تمرین، استار شروع به مشاهده استعداد خوانندگی کری کرد. او فکر می کرد که کری می تواند به موفقیت دست یابد و برای ورود به صنعت موسیقی به راهنمایی نیاز دارد. یک روز عصر، استار، کری را با امید متقاعد کردن مدیر ضبط برای گوش دادن به دموی کری، به یک گالای صنعت ضبط برد. جری ال گرینبرگ، رئیس آتلانتیک رکوردز، به کری علاقه داشت. وقتی استار نوار را به او داد، مدیر اجرایی کلمبیا رکوردز، تامی موتولا، آن را از او گرفت و گفت که او تمایل به این «پروژه» دارد.